# Musée maritime de Rotterdam
Pour les articles homonymes, voir Musée maritime.
Apo Le musée maritime de Rotterdam (Maritiem Museum en néerlandais) est un musée maritime et portuaire situé sur le port intérieur Leuvehaven dans le centre de la ville néerlandaise de Rotterdam. Auparavant, le musée était connu sous le nom de « Musée maritime Prince-Henri » (Maritiem Museum Prins Hendrik).
À côté du bâtiment principal se trouve le musée portuaire en plein air avec une grande collection de navires et qui est accessible gratuitement.

## Histoire

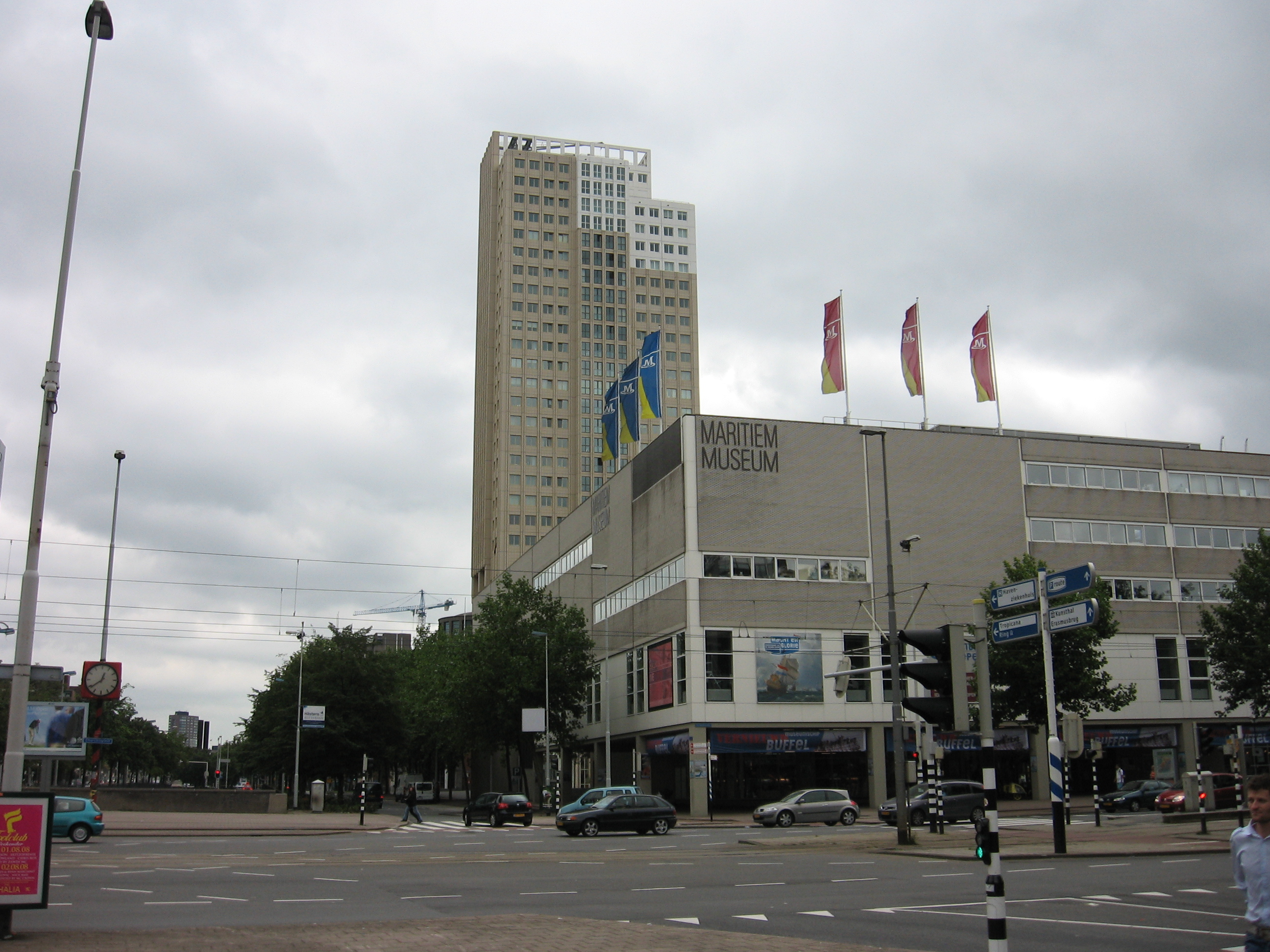
Le bâtiment du musée maritime, vu de la place Churchill, en août 2008.

Le musée fut fondé en 1873 par le prince Henri d'Orange-Nassau, autour de la collection de maquettes de navire du Club nautique royal des Pays-Bas (nl). Le fondement de la collection de modèles a été fait en 1852. Après la fermeture du club nautique en 1882, la commune de Rotterdam devenait propriétaire de la collection.
Le musée a été installé jusqu'en 1948 dans l'ancienne maison de club du Club nautique royal des Pays-Bas. Dans ce bâtiment, était situé également le musée de la géographie et de l'ethnologie, devenu le musée mondial. De 1948 à 1979, le musée était situé dans le quartier de la Dijkzigt sur la place Bourgmestre s'Jacob. Ce bâtiment fut démoli plus tard en raison de la construction de la ligne Est-Ouest (nl) du métro. De 1979 à 1986, le musée était situé dans un immeuble de bureaux au Scheepmakershaven.
Le 1er janvier 2006, le musée est devenu indépendant, jusque-là, c'était un musée appartenant à la commune de Rotterdam.
Il a fusionné en 2016 avec le musée portuaire, dont la collection de bateaux est amarrée dans les ports de l'Oude Haven et du Leuvehaven.

## Galerie

Musée maritime
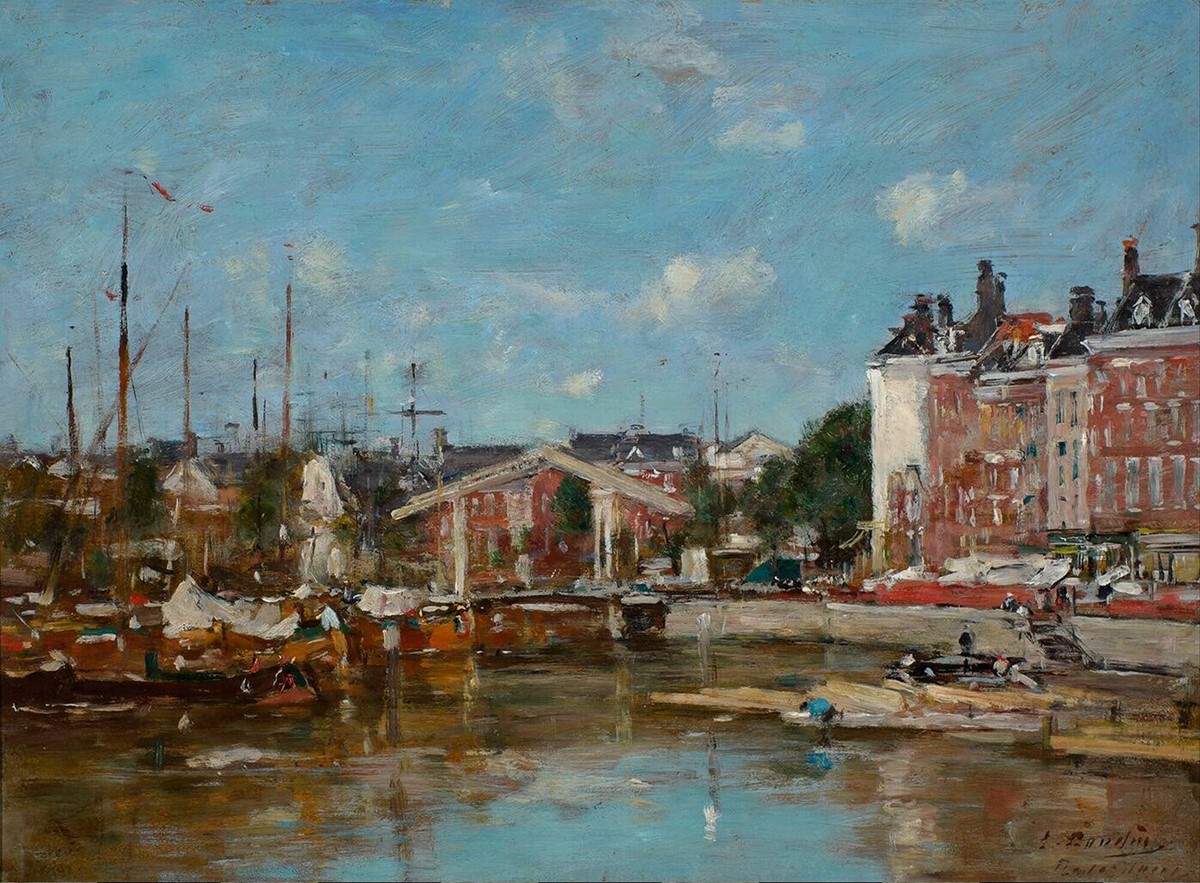
Une partie des bateaux sont amarrés dans le Leuvehaven